# المنفلوطية (عمل)
الأعمال المنفلوطية هو تقسيم جُغرافي مصري استُحدث في عصر الدولة الأيوبية جُعل خراجُه خاصًا بالسلطان الحاكم للدولة المصرية، وكانت قاعدتها مدينة منفلوط، وكان يشمل منفلوط وكفورها ومنقباط. وقد أضيف إليها في عهد السلطان المملوكي الأشرف شعبان بعض القرى من أعمال الأشمونين وهي بانوب ودروة سربام وسرقنا ومير والقوصية. وظل العمل قائمًا بهذه الأعمال حتى بداية العصر العثماني في مصر.

## نواحي الأعمال المنفلوطية

### نواحي لا زالت موجودة إلى اليوم
| المحافظة | المركز  | القرى                                                        |
| -------- | ------- | ------------------------------------------------------------ |
| أسيوط    | أسيوط   | منقباط · كوم بني حسين · سلام                                 |
| أسيوط    | القوصية | التمساحية · بلوط · كوم بني زيد · بوق بني زيد · مير · القوصية |
| أسيوط    | ديروط   | بانوب · دروة سربام · سرقنا                                   |
| أسيوط    | منفلوط  | منفلوط · أم القصور · منية النصارى                            |

### نواحي اندثرت
| القرية       | ملاحظات                                                                                          |
| ------------ | ------------------------------------------------------------------------------------------------ |
| البقلية      | ذكرها ابن الجيعان في الأعمال المنفلوطية، وأرضها اليوم داخل حيّز مدينة منفلوط.                     |
| بليس         | ذكرها ابن دقماق وابن الجيعان في الأعمال المنفلوطية.                                              |
| تمرة والرمال | ذكرها ابن دقماق وابن الجيعان في الأعمال المنفلوطية، وأرضها اليوم تابعة لناحية منفلوط.            |
| جمريس        | ذكرها ابن دقماق وابن الجيعان في الأعمال المنفلوطية، وهي اليوم جزء من مدينة منفلوط.               |
| كوم الحمتية  | ذكرها ابن دقماق في الأعمال المنفلوطية، ومحلها اليوم «نزلة الحما» التي أصبحت جزء من مدينة منفلوط. |
| مقداس        | ذكرها ابن الجيعان في الأعمال المنفلوطية.                                                         |
| منديس        | ذكرها ابن دقماق في الأعمال المنفلوطية.                                                           |
| مهياط        | ذكرها ابن دقماق في الأعمال المنفلوطية.                                                           |